# Asiatiska cupvinnarcupen
Asiatiska cupvinnarcupen var en fotbollsturnering som arrangeras av Asiens fotbollsförbund. Turneringen startade 1991 som en turnering för alla inhemska cupvinnare från alla länder som är anslutna till Asiens fotbollsförbund. Vinnaren av Cupvinnarcupen fick spela i Asiatiska supercupen mot vinnarna i AFC Champions League.
Tävlingen slogs samman med de Asian Champions Cup 2002/03 och blev AFC Champions League.

## Asiatiska cupvinnarcupens finaler
| Säsong | Vinnare            | Resultat           | Andra plats                                    |
| ------ | ------------------ | ------------------ | ---------------------------------------------- |
| 2002   | Al-Hilal           | 2 – 1 (aet)        | Jeonbuk Hyundai Motors                         |
| 2001   | Al-Shabab          | 4 – 2              | Dalian Shide                                   |
| 2000   | Shimizu S-Pulse    | 1 – 0              | Al-Zawraa                                      |
| 1999   | Al-Ittihad         | 3 – 2 (aet)        | Chunnam Dragons                                |
| 1998   | Al-Nasr            | 1 – 0              | Suwon Samsung Bluewings                        |
| 1997   | Al-Hilal           | 3 – 1              | Nagoya Grampus Eight                           |
| 1996   | Bellmare Hiratsuka | 2 – 1              | Al Talaba                                      |
| 1995   | Yokohama Flügels   | 2 – 1 (aet)        | Al Sha'ab                                      |
| 1994   | Al-Qadisiya        | 6 – 2 (sammanlagt) | South China Mall:Landsdata Hong Kong 1959-1997 |
| 1993   | Yokohama Marinos   | 2 – 1 (sammanlagt) | Persepolis FC                                  |
| 1992   | Nissan FC          | 6 – 1 (sammanlagt) | Al-Nasr                                        |
| 1991   | Persepolis FC      | 1 – 0 (sammanlagt) | Muharraq                                       |

## Statistik och rekord i Asiatiska cupvinnarcupen
Följande tabell innehåller länder med antal vinnare och plats i Asiatiska cupvinnarcupen.

### Per nation
| Nr | Nation                                      | Vinnare | Andra plats |
| -- | ------------------------------------------- | ------- | ----------- |
| 1  | Saudiarabien                                | 6       | 1           |
| 2  | Japan                                       | 5       | 1           |
| 3  | Iran                                        | 1       | 1           |
| 4  | Sydkorea                                    | 0       | 3           |
| 5  | Irak                                        | 0       | 2           |
| 6  | Bahrain                                     | 0       | 1           |
| 6  | Kina                                        | 0       | 1           |
| 6  | Mall:Landsdata Hong Kong 1959-1997 Hongkong | 0       | 1           |
| 6  | Förenade arabemiraten                       | 0       | 1           |

### Per klubb
Följande tabell visar klubbarna med antalet vinnare och plats i Asiatiska cupvinnarcupen.
| Lag                                            | Vinnare | Andra plats | År de vunnit | År de kommit på andra plats |
| ---------------------------------------------- | ------- | ----------- | ------------ | --------------------------- |
| Al-Hilal                                       | 2       | 0           | (1997, 2002) |                             |
| Yokohama F. Marinos1                           | 2       | 0           | (1992, 1993) |                             |
| Al-Nasr                                        | 1       | 1           | (1998)       | (1992)                      |
| Persepolis FC                                  | 1       | 1           | (1991)       | (1993)                      |
| Al-Shabab                                      | 1       | 0           | (2001)       |                             |
| Shimizu S-Pulse                                | 1       | 0           | (2000)       |                             |
| Al-Ittihad                                     | 1       | 0           | (1999)       |                             |
| Shonan Bellmare                                | 1       | 0           | (1996)       |                             |
| Yokohama Flügels2                              | 1       | 0           | (1995)       |                             |
| Al-Qadisiya                                    | 1       | 0           | (1994)       |                             |
| Jeonbuk Hyundai Motors                         | 0       | 1           |              | (2002)                      |
| Dalian Shide                                   | 0       | 1           |              | (2001)                      |
| Mall:Landsdata Irak (1991-2004) Al-Zawraa      | 0       | 1           |              | (2000)                      |
| Chunnam Dragons                                | 0       | 1           |              | (1999)                      |
| Suwon Samsung Bluewings                        | 0       | 1           |              | (1998)                      |
| Nagoya Grampus Eight                           | 0       | 1           |              | (1997)                      |
| Mall:Landsdata Irak (1991-2004) Al Talaba      | 0       | 1           |              | (1996)                      |
| Al-Shaab                                       | 0       | 1           |              | (1995)                      |
| Mall:Landsdata Hong Kong 1959-1997 South China | 0       | 1           |              | (1994)                      |
| Muharraq                                       | 0       | 1           |              | (1991)                      |

1 inkluderar Nissan FC.

2 Yokohama Flügels slog ihop sig med Yokohama Marinos och deras nya namn blev Yokohama F. Marinos 1999.